# Björn Zoëga
Björn Zoëga, född 26 april 1964, är en isländsk ortoped och nuvarande[när?] sjukhusdirektör på Karolinska universitetssjukhuset i Stockholm. Han har tidigare varit sjukhusdirektör på Landspítali, Islands nationella universitetssjukhus.

## Biografi
Björn Zoëga föddes den 26 april 1964 i Reykjavík. Familjenamnet Zoëga kan spåras tillbaka till dansken Jóhannes Zoëga som flyttade till Island 1787. Han tog studenten från Reykjavík gymnasium 1984, och läste sedan medicin vid Islands universitet där han blev färdig med utbildningen 1990. Han doktorerade vid Göteborgs universitet 1998.
Han studerade ortopedi vid Sahlgrenska Universitetssjukhuset i Göteborg, där han fick sin specialistlicens 1996. Han var överläkare för ryggradsavdelningen vid ortopedin på Sahlgrenska mellan 1999 och 2002.
Han var överläkare vid Landspítalis operationsrum i Háaleiti og Bústaðir sedan 2002 och direktör för sjukhusets kirurgi-avdelning sedan 2005. Mellan 2009 och 2013 var han chefsläkare på Landspítali.
Sedan 2016 har han arbetat för den svenska sjukvårdskoncernen GHP som driver sjukhus och kliniker i Norden och i Förenade Arabemiraten. Han var chef för deras ryggkirurgiska avdelningar i Stockholm och Göteborg. Från 2017 till 2019 var han generalsekreterare för terapeutiska områden på GHP och 2019 utsågs han till sjukhusdirektör för Karolinska Universitetssjukhuset.